# Jong PSV in het seizoen 2017/18
Het seizoen 2017/18 is het vijfde seizoen dat Jong PSV, het tweede elftal van de club PSV, uitkomt in de Eerste divisie. 
Jong PSV heeft net als de andere beloftenelftallen, Jong Ajax, Jong FC Utrecht en Jong AZ, niet de mogelijkheid om te promoveren of om deel te nemen aan de nacompetitie. Wel kunnen ze kampioen worden. De selectie en de spelers die de beloftenelftallen in de Eerste divisie mogen opstellen, zijn gebonden aan een aantal door de KNVB bepaalde restricties. Zo mogen spelers van de club die in het seizoen niet meer dan vijftien keer zijn uitgekomen voor het eerste elftal, ook uitkomen voor het beloftenteam.

## Selectie 2017/2018
| Nat.                               | Naam                       | Geb.datum  | Positie | Eerste divisie | Eerste divisie | Eerste divisie | Eerste divisie | Contract | Vorige club                 | Debuut (sinds deelname Eerste divisie) |         |         |         |         |         |         |         |         |
| Nat.                               | Naam                       | Geb.datum  | Positie | W              |                |                |                | Contract | Vorige club                 | Debuut (sinds deelname Eerste divisie) |         |         |         |         |         |         |         |         |
| Keepers                            | Keepers                    | Keepers    | Keepers | Keepers        | Keepers        | Keepers        | Keepers        | Keepers  | Keepers                     | Keepers                                | Keepers | Keepers | Keepers | Keepers | Keepers | Keepers | Keepers | Keepers |
| ---------------------------------- | -------------------------- | ---------- | ------- | -------------- | -------------- | -------------- | -------------- | -------- | --------------------------- | -------------------------------------- | ------- | ------- | ------- | ------- | ------- | ------- | ------- | ------- |
| Vlag van Nederland                 | Luuk Koopmans*             | 18-11-1993 | DM      | 0              | 0              | 0              | 0              | 2018     | FC Oss                      | 10 augustus 2015                       |         |         |         |         |         |         |         |         |
| Vlag van Nederland                 | Mike van de Meulenhof      | 11-05-1999 | DM      | 1              | 0              | 0              | 0              | 2020     | Jeugdopleiding              | 12 januari 2018                        |         |         |         |         |         |         |         |         |
| Vlag van Nederland                 | Yanick van Osch*           | 24-09-1997 | DM      | 10             | 0              | 1              | 0              | 2020     | Jeugdopleiding              | 2 oktober 2015                         |         |         |         |         |         |         |         |         |
| Vlag van Nederland                 | Eloy Room*                 | 06-02-1989 | DM      | 9              | 0              | 1              | 0              | 2019     | Vitesse                     | 1 september 2017                       |         |         |         |         |         |         |         |         |
| Vlag van Nederland                 | Youri Roulaux              | 19-05-1999 | DM      | 1              | 0              | 0              | 0              |          | Jeugdopleiding              | 6 oktober 2017                         |         |         |         |         |         |         |         |         |
| Verdedigers                        |                            |            |         |                |                |                |                |          |                             |                                        |         |         |         |         |         |         |         |         |
| Vlag van Nederland                 | Dirk Abels                 | 13-06-1997 | RV      | 15             | 0              | 2              | 0              | 2018     | Jeugdopleiding              | 9 augustus 2014                        |         |         |         |         |         |         |         |         |
| Vlag van Nederland                 | Karim Bannani              | 26-07-1998 | CV/LV   | 5              | 0              | 0              | 0              | 2018     | Jeugdopleiding              | 29 september 2017                      |         |         |         |         |         |         |         |         |
| Vlag van Nederland                 | Jurich Carolina            | 15-07-1998 | CV/LV   | 17             | 0              | 2              | 0              | 2018     | AZ                          | 10 augustus 2015                       |         |         |         |         |         |         |         |         |
| Vlag van België · Vlag van Turkije | Gökhan Kardes              | 15-05-1997 | CV      | 7              | 0              | 1              | 0              | 2018     | Jeugdopleiding              | 8 augustus 2016                        |         |         |         |         |         |         |         |         |
| Vlag van Nederland                 | Armando Obispo             | 05-03-1999 | CV      | 13             | 1              | 2              | 0              | 2021     | Jeugdopleiding              | 16 september 2016                      |         |         |         |         |         |         |         |         |
| Vlag van Frankrijk                 | Maxime Soulas              | 19-04-1999 | CV      | 4              | 0              | 0              | 0              | 2020     | Montpellier HSC             | 1 september 2017                       |         |         |         |         |         |         |         |         |
| Vlag van Nederland                 | Jordan Teze                | 30-09-1999 | CV/LV   | 3              | 0              | 0              | 0              | 2019     | Jeugdopleiding              | 20 oktober 2017                        |         |         |         |         |         |         |         |         |
| Vlag van Nederland                 | Steven Theunissen          | 04-05-1999 | CV/LV   | 1              | 0              | 0              | 0              |          | Jeugdopleiding              | 6 oktober 2017                         |         |         |         |         |         |         |         |         |
| Vlag van Nederland                 | Bram van Vlerken           | 07-10-1995 | CV/RV   | 20             | 1              | 5              | 0              | 2018     | Jeugdopleiding              | 14 februari 2014                       |         |         |         |         |         |         |         |         |
| Vlag van Nederland                 | Jordy de Wijs*             | 08-01-1995 | CV/LV   | 2              | 1              | 0              | 0              | 2019     | Excelsior (huurbasis)       | 28 februari 2014                       |         |         |         |         |         |         |         |         |
| Middenvelders                      |                            |            |         |                |                |                |                |          |                             |                                        |         |         |         |         |         |         |         |         |
| Vlag van Nederland                 | Laros Duarte               | 28-02-1997 | CM      | 17             | 1              | 2              | 0              | 2018     | Jeugdopleiding              | 2 oktober 2015                         |         |         |         |         |         |         |         |         |
| Vlag van Nederland                 | Leandro Fernandes da Cunha | 25-12-1999 | CM      | 0              | 0              | 0              | 0              | 2018     | Jeugdopleiding              | 14 oktober 2016                        |         |         |         |         |         |         |         |         |
| Vlag van IJsland                   | Albert Guðmundsson*        | 15-06-1997 | CAM/CA  | 8              | 5              | 0              | 1              | 2019     | SC Heerenveen               | 25 september 2015                      |         |         |         |         |         |         |         |         |
| Vlag van Nederland                 | Jaëll Hattu                | 15-02-1998 | CM      | 1              | 0              | 0              | 0              | 2019     | Jeugdopleiding              | 12 januari 2018                        |         |         |         |         |         |         |         |         |
| Vlag van Nederland                 | Justin Lonwijk             | 21-12-1999 | CM      | 2              | 1              | 0              | 0              | 2019     | Jeugdopleiding              | 13 januari 2017                        |         |         |         |         |         |         |         |         |
| Vlag van Nederland                 | Adam Maher*                | 20-07-1993 | CAM     | 2              | 0              | 0              | 0              | 2018     | Osmanlispor (huurbasis)     | 26 februari 2016                       |         |         |         |         |         |         |         |         |
| Vlag van Zweden                    | Ramon Pascal Lundqvist*    | 10-05-1997 | CM      | 3              | 0              | 0              | 0              | 2019     | Jeugdopleiding              | 29 augustus 2015                       |         |         |         |         |         |         |         |         |
| Vlag van Nederland                 | Kenneth Paal               | 24-06-1997 | CAM/CA  | 5              | 0              | 1              | 1              | 2020     | Jeugdopleiding              | 9 augustus 2014                        |         |         |         |         |         |         |         |         |
| Vlag van België                    | Dante Rigo*                | 11-12-1998 | CM      | 16             | 2              | 1              | 0              | 2019     | Jeugdopleiding              | 12 augustus 2016                       |         |         |         |         |         |         |         |         |
| Vlag van Oostenrijk                | Marcel Ritzmaier           | 22-04-1993 | CM      | 17             | 1              | 2              | 0              | 2018     | Go Ahead Eagles (huurbasis) | 24 november 2014                       |         |         |         |         |         |         |         |         |
| Vlag van België                    | Philippe Rommens           | 20-08-1997 | CM      | 14             | 0              | 1              | 0              | 2018     | Jeugdopleiding              | 19 september 2014                      |         |         |         |         |         |         |         |         |
| Vlag van Nederland                 | Pablo Rosario*             | 07-01-1997 | CM/CV   | 5              | 0              | 2              | 0              | 2020     | Almere City FC              | 8 augustus 2016                        |         |         |         |         |         |         |         |         |
| Vlag van Tsjechië                  | Michal Sadílek             | 31-05-1999 | CM      | 1              | 0              | 0              | 0              | 2020     | 1. FC Slovácko              | 4 november 2016                        |         |         |         |         |         |         |         |         |
| Vlag van Brazilië                  | Mauro Júnior               | 06-05-1999 | CAM     | 11             | 1              | 1              | 0              | 2022     | Desportivo Brasil           | 21 augustus 2017                       |         |         |         |         |         |         |         |         |
| Aanvallers                         |                            |            |         |                |                |                |                |          |                             |                                        |         |         |         |         |         |         |         |         |
| Vlag van Nederland                 | Cody Gakpo                 | 07-05-1999 | LS      | 3              | 2              | 0              | 0              | 2019     | Jeugdopleiding              | 4 november 2016                        |         |         |         |         |         |         |         |         |
| Vlag van België                    | Lennerd Daneels            | 10-04-1998 | LS/RS   | 5              | 0              | 0              | 0              | 2019     | Jeugdopleiding              | 25 augustus 2017                       |         |         |         |         |         |         |         |         |
| Vlag van Nederland                 | Joey Konings               | 21-04-1998 | CS      | 8              | 0              | 0              | 0              | 2018     | Jeugdopleiding              | 27 november 2015                       |         |         |         |         |         |         |         |         |
| Vlag van Nederland                 | Sam Lammers*               | 30-04-1997 | CS      | 9              | 7              | 0              | 0              | 2021     | Jeugdopleiding              | 10 augustus 2015                       |         |         |         |         |         |         |         |         |
| Vlag van Denemarken                | Nikolai Laursen            | 19-02-1998 | LS/RS   | 17             | 4              | 1              | 0              | 2020     | Brøndby IF                  | 10 augustus 2015                       |         |         |         |         |         |         |         |         |
| Vlag van Nederland                 | Donyell Malen              | 19-01-1999 | LS/RS   | 15             | 8              | 1              | 0              | 2020     | Arsenal                     | 8 september 2017                       |         |         |         |         |         |         |         |         |
| Vlag van Nederland                 | Dani van der Moot          | 07-03-1997 | CS      | 6              | 0              | 0              | 0              | 2018     | Jong FC Utrecht (huurbasis) | 19 december 2014                       |         |         |         |         |         |         |         |         |
| Vlag van Nederland                 | Joël Piroe                 | 02-08-1999 | CS      | 3              | 0              | 0              | 0              | 2019     | Jeugdopleiding              | 2 december 2016                        |         |         |         |         |         |         |         |         |
| Vlag van België                    | Matthias Verreth           | 20-02-1998 | RS      | 18             | 3              | 2              | 0              | 2019     | Jeugdopleiding              | 26 februari 2016                       |         |         |         |         |         |         |         |         |

Spelers met een * zijn ook lid van de A-selectie.
- Bijgewerkt t/m 19 januari 2018

## Transfers 2017/18
Aangetrokken
|                    | Naam              | Positie      | Oude Club         | Land      | Per              | Transfersom |
|                    | Transfers         | Transfers    | Transfers         | Transfers | Transfers        | Transfers   |
| ------------------ | ----------------- | ------------ | ----------------- | --------- | ---------------- | ----------- |
| Vlag van Brazilië  | Mauro Júnior      | Aanvallr     | Desportivo Brasil | Brazilië  | 1 juli 2017      | -           |
| Vlag van Frankrijk | Maxime Soulas     | Verdediger   | Montpellier HSC   | Frankrijk | 1 juli 2017      | -           |
| Vlag van Nederland | Donyell Malen     | Aanvaller    | Arsenal FC        | Engeland  | 31 augustus 2017 | € 200.000   |
|                    | Terug van verhuur |              |                   |           |                  |             |
| Vlag van Nederland | Dani van der Moot | Middenvelder | Jong FC Utrecht   | Nederland | 1 juli 2017      | -           |

Vertrokken
|                    | Naam               | Positie    | Nieuwe club       | Land      | Per              | Transfersom |
|                    | Transfers          | Transfers  | Transfers         | Transfers | Transfers        | Transfers   |
| ------------------ | ------------------ | ---------- | ----------------- | --------- | ---------------- | ----------- |
| Vlag van Nederland | Menno Koch         | Verdediger | NAC Breda         | Nederland | 3 juli 2017      | €100.000,-  |
|                    | Transfervrij       |            |                   |           |                  |             |
| Vlag van Nederland | Sven Blummel       | Aanvaller  | FC Den Bosch      | Nederland | 1 juli 2017      | n.v.t.      |
| /                  | Jamie Watt         | Keeper     | Helmond Sport     | Nederland | 1 juli 2017      | n.v.t.      |
| Vlag van Nederland | Suently Alberto    | Verdediger | N.E.C.            | Nederland | 11 augustus 2017 | ...         |
|                    | Was gehuurd        |            |                   |           |                  |             |
| Vlag van Australië | Thomas Deng        | Verdediger | Melbourne Victory | Australië | 1 juli 2017      | n.v.t.      |
|                    | Verhuurd           |            |                   |           |                  |             |
| Vlag van Nederland | Hidde Jurjus       | Doelman    | Roda JC Kerkrade  | Nederland | 1 juli 2017      | n.v.t.      |
| Vlag van Nederland | Damian van Bruggen | Verdediger | VVV-Venlo         | Nederland | 11 augustus 2017 | n.v.t.      |
| Vlag van Nederland | Jordy de Wijs      | Verdediger | Excelsior         | Nederland | 31 augustus 2017 | n.v.t.      |

## Eerste divisie
| Speelronde 1: 21 augustus 2017, 20:00 uur                          | Jong PSV                    | 2 - 2 (1 - 1) | De Graafschap                  | Opstelling Jong PSV | Opstelling De Graafschap |  |
| Stadion: De Herdgang, Eindhoven Toeschouwers: 700 Christian Mulder | Van Vlerken 43' De Wijs 57' |               | 36' Serrarens 88' Van den Hurk | Van Osch, Van Vlerken, Obispo , De Wijs , Carolina, Rigo, Ritzmaier, Rommens, Guðmundsson (Laursen '88), Lammers (Verreth '88), Mauro Júnior (Duarte '73) | Bednarek, Tutuarima, Abena, L. Nieuwpoort (Van Diermen '66), S. Nieuwpoort , Driver , Receveur (Ars '81), Diemers, Serrarens (El Jebli '87), Van den Hurk, Van Mieghem |  |
| Stadion: De Herdgang, Eindhoven Toeschouwers: 700 Christian Mulder |                             |               |                                | Van Osch, Van Vlerken, Obispo , De Wijs , Carolina, Rigo, Ritzmaier, Rommens, Guðmundsson (Laursen '88), Lammers (Verreth '88), Mauro Júnior (Duarte '73) | Bednarek, Tutuarima, Abena, L. Nieuwpoort (Van Diermen '66), S. Nieuwpoort , Driver , Receveur (Ars '81), Diemers, Serrarens (El Jebli '87), Van den Hurk, Van Mieghem |  |
| Stadion: De Herdgang, Eindhoven Toeschouwers: 700 Christian Mulder |                             |               |                                | Van Osch, Van Vlerken, Obispo , De Wijs , Carolina, Rigo, Ritzmaier, Rommens, Guðmundsson (Laursen '88), Lammers (Verreth '88), Mauro Júnior (Duarte '73) | Bednarek, Tutuarima, Abena, L. Nieuwpoort (Van Diermen '66), S. Nieuwpoort , Driver , Receveur (Ars '81), Diemers, Serrarens (El Jebli '87), Van den Hurk, Van Mieghem |  |
|                                                                    |                             |               |                                | | |  |

| Speelronde 2: 25 augustus 2017, 20:00 uur                           | Helmond Sport  | 1 - 2 (0 - 0) | Jong PSV         | Opstelling Helmond Sport | Opstelling Jong PSV |  |
| Stadion: Lavans Stadion, Helmond Toeschouwers: 2.211 Freek van Herk | Zeldenrust 58' |               | 75', 87' Laursen | Van Gassel, Fecunda, Warmolts , Van Koesveld , Janzen, Edwards, Braber (Damen '71), Bourdouxhe, Thomassen, Naudts (Vicento '79), Zeldenrust (Markiet '87) | Van Osch, Van Vlerken, Obispo , De Wijs (Kardes '61), Carolina, Rommens, Ritzmaier, Duarte, Konings (Daneels '80), Van der Moot (Laursen '64 ), Verreth |  |
| Stadion: Lavans Stadion, Helmond Toeschouwers: 2.211 Freek van Herk |                |               |                  | Van Gassel, Fecunda, Warmolts , Van Koesveld , Janzen, Edwards, Braber (Damen '71), Bourdouxhe, Thomassen, Naudts (Vicento '79), Zeldenrust (Markiet '87) | Van Osch, Van Vlerken, Obispo , De Wijs (Kardes '61), Carolina, Rommens, Ritzmaier, Duarte, Konings (Daneels '80), Van der Moot (Laursen '64 ), Verreth |  |
| Stadion: Lavans Stadion, Helmond Toeschouwers: 2.211 Freek van Herk |                |               |                  | Van Gassel, Fecunda, Warmolts , Van Koesveld , Janzen, Edwards, Braber (Damen '71), Bourdouxhe, Thomassen, Naudts (Vicento '79), Zeldenrust (Markiet '87) | Van Osch, Van Vlerken, Obispo , De Wijs (Kardes '61), Carolina, Rommens, Ritzmaier, Duarte, Konings (Daneels '80), Van der Moot (Laursen '64 ), Verreth |  |
|                                                                     |                |               |                  | | |  |

| Speelronde 3: 1 september 2017, 20:00 uur                          | Jong PSV | 0 - 3 (0 - 2) | Jong Ajax                           | Opstelling Jong PSV | Opstelling Jong Ajax                                                                                                  |  |
| Stadion: De Herdgang, Eindhoven Toeschouwers: 2.278 Ingmar Oostrom |          |               | 9' Cassierra 42' Neres 56' Flemming | Room, Van Vlerken , Kardes, Soulas, Carolina, Rigo, Maher, Rommens (Duarte '63), Mauro Júnior (Daneels '77), Laursen (Konings '63), Verreth | Van Leer, Orejuela, Sidoel, Doekhi, Dankerlui, Flemming , Matusiwa, Bijleveld, Neres, Cassierra, De Wit (Boultam '84) |  |
| Stadion: De Herdgang, Eindhoven Toeschouwers: 2.278 Ingmar Oostrom |          |               |                                     | Room, Van Vlerken , Kardes, Soulas, Carolina, Rigo, Maher, Rommens (Duarte '63), Mauro Júnior (Daneels '77), Laursen (Konings '63), Verreth | Van Leer, Orejuela, Sidoel, Doekhi, Dankerlui, Flemming , Matusiwa, Bijleveld, Neres, Cassierra, De Wit (Boultam '84) |  |
| Stadion: De Herdgang, Eindhoven Toeschouwers: 2.278 Ingmar Oostrom |          |               |                                     | Room, Van Vlerken , Kardes, Soulas, Carolina, Rigo, Maher, Rommens (Duarte '63), Mauro Júnior (Daneels '77), Laursen (Konings '63), Verreth | Van Leer, Orejuela, Sidoel, Doekhi, Dankerlui, Flemming , Matusiwa, Bijleveld, Neres, Cassierra, De Wit (Boultam '84) |  |
|                                                                    |          |               |                                     | | |  |

| Speelronde 4: 8 september 2017, 20:00 uur                                       | FC Eindhoven | 1 - 2 (1 - 1) | Jong PSV                     | Opstelling FC Eindhoven | Opstelling Jong PSV |  |
| Stadion: Jan Louwers Stadion, Eindhoven Toeschouwers: 3.356 Sander van der Eijk | Lieder 22'   |               | 75' Lammers 87' Mauro Júnior | Swinkels, Horsten (De Wilde '79), Loof, Matthys, De Silva (Gunst '74), Deschilder, Van den Boomen , Swinnen, Kabangu, Lieder, Kada (Van Landschoot '87 ) | Room, Van Vlerken, Kardes , Obispo (Abels '78), Carolina, Rigo, Ritzmaier, Duarte, Mauro Júnior, Lammers (Verreth '78), Laursen (Malen '64) |  |
| Stadion: Jan Louwers Stadion, Eindhoven Toeschouwers: 3.356 Sander van der Eijk |              |               |                              | Swinkels, Horsten (De Wilde '79), Loof, Matthys, De Silva (Gunst '74), Deschilder, Van den Boomen , Swinnen, Kabangu, Lieder, Kada (Van Landschoot '87 ) | Room, Van Vlerken, Kardes , Obispo (Abels '78), Carolina, Rigo, Ritzmaier, Duarte, Mauro Júnior, Lammers (Verreth '78), Laursen (Malen '64) |  |
| Stadion: Jan Louwers Stadion, Eindhoven Toeschouwers: 3.356 Sander van der Eijk |              |               |                              | Swinkels, Horsten (De Wilde '79), Loof, Matthys, De Silva (Gunst '74), Deschilder, Van den Boomen , Swinnen, Kabangu, Lieder, Kada (Van Landschoot '87 ) | Room, Van Vlerken, Kardes , Obispo (Abels '78), Carolina, Rigo, Ritzmaier, Duarte, Mauro Júnior, Lammers (Verreth '78), Laursen (Malen '64) |  |
|                                                                                 |              |               |                              | | |  |

| Speelronde 5: 15 september 2017, 20:00 uur                          | MVV Maastricht | 0 - 0 (0 - 0) | Jong PSV | Opstelling MVV Maastricht | Opstelling Jong PSV |  |
| Stadion: De Geusselt, Maastricht Toeschouwers: 5.083 Christiaan Bax |                |               |          | Verrips, Janssens , Mmaee, Ciranni, Pereira, Ippel (Loshaj '13), Koolhof (Gölpek '83), Nys , Okita, Ogunjimi (Yildirim '70), Schroyen | Van Osch, Van Vlerken (Abels '34), Kardes, Obispo , Carolina , Rigo, Ritzmaier, Duarte (Rommens '81), Mauro Júnior, Malen, Laursen (Konings '70) |  |
| Stadion: De Geusselt, Maastricht Toeschouwers: 5.083 Christiaan Bax |                |               |          | Verrips, Janssens , Mmaee, Ciranni, Pereira, Ippel (Loshaj '13), Koolhof (Gölpek '83), Nys , Okita, Ogunjimi (Yildirim '70), Schroyen | Van Osch, Van Vlerken (Abels '34), Kardes, Obispo , Carolina , Rigo, Ritzmaier, Duarte (Rommens '81), Mauro Júnior, Malen, Laursen (Konings '70) |  |
| Stadion: De Geusselt, Maastricht Toeschouwers: 5.083 Christiaan Bax |                |               |          | Verrips, Janssens , Mmaee, Ciranni, Pereira, Ippel (Loshaj '13), Koolhof (Gölpek '83), Nys , Okita, Ogunjimi (Yildirim '70), Schroyen | Van Osch, Van Vlerken (Abels '34), Kardes, Obispo , Carolina , Rigo, Ritzmaier, Duarte (Rommens '81), Mauro Júnior, Malen, Laursen (Konings '70) |  |
|                                                                     |                |               |          | | |  |

| Speelronde 6: 25 september 2017, 20:00 uur                         | Jong PSV                               | 3 - 3 (0 - 2) | NEC                                    | Opstelling Jong PSV | Opstelling NEC |  |
| Stadion: Philips Stadion, Eindhoven Toeschouwers: 1.463 Joey Kooij | Guðmundsson 2' (pen.) Lammers 66', 77' |               | 23' Joppen 44' Van de Pavert 62' Golla | Room, Van Vlerken , Kardes, Obispo , Paal , Rigo (Mauro Júnior '61), Maher, Rosario, Laursen (Malen '59), Lammers, Guðmundsson (Carolina '90+3) | Smits, Joppen , Van de Pavert, Golla, Verdonk , Breinburg, Dijkstra , Kadıoğlu, Rayhi (Langil '81), Braken (Larsson '86), Groeneveld |  |
| Stadion: Philips Stadion, Eindhoven Toeschouwers: 1.463 Joey Kooij |                                        |               |                                        | Room, Van Vlerken , Kardes, Obispo , Paal , Rigo (Mauro Júnior '61), Maher, Rosario, Laursen (Malen '59), Lammers, Guðmundsson (Carolina '90+3) | Smits, Joppen , Van de Pavert, Golla, Verdonk , Breinburg, Dijkstra , Kadıoğlu, Rayhi (Langil '81), Braken (Larsson '86), Groeneveld |  |
| Stadion: Philips Stadion, Eindhoven Toeschouwers: 1.463 Joey Kooij |                                        |               |                                        | Room, Van Vlerken , Kardes, Obispo , Paal , Rigo (Mauro Júnior '61), Maher, Rosario, Laursen (Malen '59), Lammers, Guðmundsson (Carolina '90+3) | Smits, Joppen , Van de Pavert, Golla, Verdonk , Breinburg, Dijkstra , Kadıoğlu, Rayhi (Langil '81), Braken (Larsson '86), Groeneveld |  |
|                                                                    |                                        |               |                                        | | |  |

| Speelronde 7: 29 september 2017, 20:00 uur                                      | FC Den Bosch                                                | 5 - 0 (1 - 0) | Jong PSV | Opstelling FC Den Bosch | Opstelling Jong PSV |  |
| Stadion: Stadion De Vliert, 's-Hertogenbosch Toeschouwers: 2.875 Freek van Herk | Vossebelt 45+2' (pen.), 63' (pen.), 73' Kaars 47' Siani 75' |               |          | Leijten, Biemans , Kersten, Brouwers , Van der Winden (Heymans '44), Deijl, Vossebelt , Mert, Bouyaghlafen (Siani '75), Kaars (Van der Sande '58), Blummel | Van Osch, Abels , Kardes, Van Vlerken , Carolina (Bannani '73), Rommens, Ritzmaier (Konings '58), Duarte , Mauro Júnior , Malen (Daneels '66), Laursen |  |
| Stadion: Stadion De Vliert, 's-Hertogenbosch Toeschouwers: 2.875 Freek van Herk |                                                             |               |          | Leijten, Biemans , Kersten, Brouwers , Van der Winden (Heymans '44), Deijl, Vossebelt , Mert, Bouyaghlafen (Siani '75), Kaars (Van der Sande '58), Blummel | Van Osch, Abels , Kardes, Van Vlerken , Carolina (Bannani '73), Rommens, Ritzmaier (Konings '58), Duarte , Mauro Júnior , Malen (Daneels '66), Laursen |  |
| Stadion: Stadion De Vliert, 's-Hertogenbosch Toeschouwers: 2.875 Freek van Herk |                                                             |               |          | Leijten, Biemans , Kersten, Brouwers , Van der Winden (Heymans '44), Deijl, Vossebelt , Mert, Bouyaghlafen (Siani '75), Kaars (Van der Sande '58), Blummel | Van Osch, Abels , Kardes, Van Vlerken , Carolina (Bannani '73), Rommens, Ritzmaier (Konings '58), Duarte , Mauro Júnior , Malen (Daneels '66), Laursen |  |
|                                                                                 |                                                             |               |          | | |  |

| Speelronde 8: 6 oktober 2017, 20:00 uur                        | Jong PSV    | 1 - 2 (0 - 2) | Jong AZ         | Opstelling Jong PSV | Opstelling Jong AZ |  |
| Stadion: De Herdgang, Eindhoven Toeschouwers: 468 Clay Ruperti | Verreth 72' |               | 36', 45' Friday | Roulaux, Van Vlerken , Kardes (Abels '46), Soulas, Bannani (Gakpo '62), Rigo, Ritzmaier, Duarte, Mauro Júnior, Konings (Theunissen '62), Verreth | Olij, Van Rhijn, Hatzidiakos , Bakker, Kramer, Midtsjø, Reijnders, Hoedemakers, Hardijk (Kaandorp '72), Friday, Koreniuk (Springer '85) |  |
| Stadion: De Herdgang, Eindhoven Toeschouwers: 468 Clay Ruperti |             |               |                 | Roulaux, Van Vlerken , Kardes (Abels '46), Soulas, Bannani (Gakpo '62), Rigo, Ritzmaier, Duarte, Mauro Júnior, Konings (Theunissen '62), Verreth | Olij, Van Rhijn, Hatzidiakos , Bakker, Kramer, Midtsjø, Reijnders, Hoedemakers, Hardijk (Kaandorp '72), Friday, Koreniuk (Springer '85) |  |
| Stadion: De Herdgang, Eindhoven Toeschouwers: 468 Clay Ruperti |             |               |                 | Roulaux, Van Vlerken , Kardes (Abels '46), Soulas, Bannani (Gakpo '62), Rigo, Ritzmaier, Duarte, Mauro Júnior, Konings (Theunissen '62), Verreth | Olij, Van Rhijn, Hatzidiakos , Bakker, Kramer, Midtsjø, Reijnders, Hoedemakers, Hardijk (Kaandorp '72), Friday, Koreniuk (Springer '85) |  |
|                                                                |             |               |                 | | |  |

| Speelronde 9: 13 oktober 2017, 20:00 uur                     | FC Emmen                           | 3 - 1 (2 - 1) | Jong PSV    | Opstelling FC Emmen | Opstelling Jong PSV |  |
| Stadion: JENS Vesting, Emmen Toeschouwers: 3.043 Erwin Blank | Bannink 11' Peters 27' Haydary 75' |               | 17' Lammers | Telgenkamp , Klok, Veendorp , Veldmate, Bakker, Ben Moussa (Siekman '87), Chacón, Loen, Haydary (Bilate '76), Peters (Jansen '82), Bannink | Van Osch, Abels, Van Vlerken , Carolina, Ritzmaier , Verreth (Konings '80), Rommens, Duarte (Bannani '72), Laursen, Lammers (Daneels '62), Malen |  |
| Stadion: JENS Vesting, Emmen Toeschouwers: 3.043 Erwin Blank |                                    |               |             | Telgenkamp , Klok, Veendorp , Veldmate, Bakker, Ben Moussa (Siekman '87), Chacón, Loen, Haydary (Bilate '76), Peters (Jansen '82), Bannink | Van Osch, Abels, Van Vlerken , Carolina, Ritzmaier , Verreth (Konings '80), Rommens, Duarte (Bannani '72), Laursen, Lammers (Daneels '62), Malen |  |
| Stadion: JENS Vesting, Emmen Toeschouwers: 3.043 Erwin Blank |                                    |               |             | Telgenkamp , Klok, Veendorp , Veldmate, Bakker, Ben Moussa (Siekman '87), Chacón, Loen, Haydary (Bilate '76), Peters (Jansen '82), Bannink | Van Osch, Abels, Van Vlerken , Carolina, Ritzmaier , Verreth (Konings '80), Rommens, Duarte (Bannani '72), Laursen, Lammers (Daneels '62), Malen |  |
|                                                              |                                    |               |             | | |  |

| Speelronde 10: 20 oktober 2017, 20:00 uur                         | Jong PSV                                 | 3 - 2 (2 - 1) | RKC Waalwijk                    | Opstelling Jong PSV | Opstelling RKC Waalwijk |  |
| Stadion: De Herdgang, Eindhoven Toeschouwers: 428 Kevin van Damme | Ritzmaier 4' Guðmundsson 11' (pen.), 59' |               | 17' Bergkamp 47' (pen.) Voskamp | Room, Van Vlerken, Obispo , Teze, Carolina, Rigo, Ritzmaier (Rommens '82), Duarte, Malen , S. Lammers (Verreth '62), Guðmundsson (Laursen '62) | Vaessen, Ndefe, J. Lammers , Drost, Quasten (Malela '63), Amatkarijo (Greene '77), Rienstra (De Baar '76), Baggerman, Voskamp , Bergkamp, Bakari |  |
| Stadion: De Herdgang, Eindhoven Toeschouwers: 428 Kevin van Damme |                                          |               |                                 | Room, Van Vlerken, Obispo , Teze, Carolina, Rigo, Ritzmaier (Rommens '82), Duarte, Malen , S. Lammers (Verreth '62), Guðmundsson (Laursen '62) | Vaessen, Ndefe, J. Lammers , Drost, Quasten (Malela '63), Amatkarijo (Greene '77), Rienstra (De Baar '76), Baggerman, Voskamp , Bergkamp, Bakari |  |
| Stadion: De Herdgang, Eindhoven Toeschouwers: 428 Kevin van Damme |                                          |               |                                 | Room, Van Vlerken, Obispo , Teze, Carolina, Rigo, Ritzmaier (Rommens '82), Duarte, Malen , S. Lammers (Verreth '62), Guðmundsson (Laursen '62) | Vaessen, Ndefe, J. Lammers , Drost, Quasten (Malela '63), Amatkarijo (Greene '77), Rienstra (De Baar '76), Baggerman, Voskamp , Bergkamp, Bakari |  |
|                                                                   |                                          |               |                                 | | |  |

| Speelronde 11: 27 oktober 2017, 20:00 uur                               | SC Cambuur | 0 - 1 (0 - 0) | Jong PSV   | Opstelling SC Cambuur | Opstelling Jong PSV |  |
| Stadion: Cambuurstadion, Leeuwarden Toeschouwers: 7.245 Laurens Gerrets |            |               | 57' Duarte | Cummins, Van Deelen (Kip '77), Steenvoorden, Schilder , Peersman, Boerlage, Smeets (Barto '61), Mannes, Narsingh (Daniels '61), Van Kippersluis, Robertha | Van Osch , Abels, Van Vlerken, Obispo , Paal (Carolina '62), Rosario (Rommens '68), Rigo, Duarte , Verreth, Malen (Konings '77), Ritzmaier |  |
| Stadion: Cambuurstadion, Leeuwarden Toeschouwers: 7.245 Laurens Gerrets |            |               |            | Cummins, Van Deelen (Kip '77), Steenvoorden, Schilder , Peersman, Boerlage, Smeets (Barto '61), Mannes, Narsingh (Daniels '61), Van Kippersluis, Robertha | Van Osch , Abels, Van Vlerken, Obispo , Paal (Carolina '62), Rosario (Rommens '68), Rigo, Duarte , Verreth, Malen (Konings '77), Ritzmaier |  |
| Stadion: Cambuurstadion, Leeuwarden Toeschouwers: 7.245 Laurens Gerrets |            |               |            | Cummins, Van Deelen (Kip '77), Steenvoorden, Schilder , Peersman, Boerlage, Smeets (Barto '61), Mannes, Narsingh (Daniels '61), Van Kippersluis, Robertha | Van Osch , Abels, Van Vlerken, Obispo , Paal (Carolina '62), Rosario (Rommens '68), Rigo, Duarte , Verreth, Malen (Konings '77), Ritzmaier |  |
|                                                                         |            |               |            | | |  |

| Speelronde 12: 4 november 2017, 20:00 uur                            | FC Volendam  | 1 - 0 (0 - 0) | Jong PSV | Opstelling FC Volendam | Opstelling Jong PSV |  |
| Stadion: Kras Stadion, Volendam Toeschouwers: 2.886 Christian Mulder | Schilder 58' |               |          | Verhulst , Betti, Schouten (Klinkenberg '46), Schilder, Smal, Runderkamp (Ulusoy '84), Plat (El Hamdi '72), Visser, Doodeman, Stroo, Antwi | Room, Van Vlerken , Abels, Carolina, Ritzmaier, Rosario (Rommens '76), Rigo, Duarte (Laursen '85), Mauro Júnior (Malen '65), Verreth, Guðmundsson |  |
| Stadion: Kras Stadion, Volendam Toeschouwers: 2.886 Christian Mulder |              |               |          | Verhulst , Betti, Schouten (Klinkenberg '46), Schilder, Smal, Runderkamp (Ulusoy '84), Plat (El Hamdi '72), Visser, Doodeman, Stroo, Antwi | Room, Van Vlerken , Abels, Carolina, Ritzmaier, Rosario (Rommens '76), Rigo, Duarte (Laursen '85), Mauro Júnior (Malen '65), Verreth, Guðmundsson |  |
| Stadion: Kras Stadion, Volendam Toeschouwers: 2.886 Christian Mulder |              |               |          | Verhulst , Betti, Schouten (Klinkenberg '46), Schilder, Smal, Runderkamp (Ulusoy '84), Plat (El Hamdi '72), Visser, Doodeman, Stroo, Antwi | Room, Van Vlerken , Abels, Carolina, Ritzmaier, Rosario (Rommens '76), Rigo, Duarte (Laursen '85), Mauro Júnior (Malen '65), Verreth, Guðmundsson |  |
|                                                                      |              |               |          | | |  |

| Speelronde 13: 20 november 2017, 20:00 uur                   | Jong PSV                    | 2 - 0 (2 - 0) | Jong FC Utrecht | Opstelling Jong PSV | Opstelling Jong FC Utrecht |  |
| Stadion: De Herdgang, Eindhoven Toeschouwers: 344 Joey Kooij | Lammers 26' Guðmundsson 41' |               |                 | Room, Van Vlerken, Abels, Obispo , Paal, Duarte, Rigo, Guðmundsson (Laursen '84), Malen (Verreth '64), Lammers, Mauro Júnior (Ritzmaier '76) | Nijhuis, Ro. van der Meer , Ri. van der Meer (Hilterman '46 ), Zwartjens, El Yaakoubi, David (Van Rooijen '60), Peijnenburg , Velanas (Loukili '75 ), Ould-Chikh, Venema, Willock |  |
| Stadion: De Herdgang, Eindhoven Toeschouwers: 344 Joey Kooij |                             |               |                 | Room, Van Vlerken, Abels, Obispo , Paal, Duarte, Rigo, Guðmundsson (Laursen '84), Malen (Verreth '64), Lammers, Mauro Júnior (Ritzmaier '76) | Nijhuis, Ro. van der Meer , Ri. van der Meer (Hilterman '46 ), Zwartjens, El Yaakoubi, David (Van Rooijen '60), Peijnenburg , Velanas (Loukili '75 ), Ould-Chikh, Venema, Willock |  |
| Stadion: De Herdgang, Eindhoven Toeschouwers: 344 Joey Kooij |                             |               |                 | Room, Van Vlerken, Abels, Obispo , Paal, Duarte, Rigo, Guðmundsson (Laursen '84), Malen (Verreth '64), Lammers, Mauro Júnior (Ritzmaier '76) | Nijhuis, Ro. van der Meer , Ri. van der Meer (Hilterman '46 ), Zwartjens, El Yaakoubi, David (Van Rooijen '60), Peijnenburg , Velanas (Loukili '75 ), Ould-Chikh, Venema, Willock |  |
|                                                              |                             |               |                 | | |  |

| Speelronde 14: 24 november 2017, 20:00 uur                      | Jong PSV                                                               | 6 - 0 (4 - 0) | SC Telstar | Opstelling Jong PSV | Opstelling SC Telstar |  |
| Stadion: De Herdgang, Eindhoven Toeschouwers: 506 Rob Dieperink | Guðmundsson 13' Verreth 16' Malen 29' (pen.), 41' Rigo 50' Laursen 71' |               |            | Van Osch, Van Vlerken , Abels, Carolina, Ritzmaier (Rommens '46 ), Duarte, Rigo, Guðmundsson (Laursen '68), Malen, Lammers (Van der Moot '68), Verreth | De Boer, Cabral , Van Huizen, Van Heertum, Brito , Schouten (Sno '77), Korpershoek , Osman (Najah '57 ), Rodrigues, Platje, Hamdaoui (Van Iperen '39) |  |
| Stadion: De Herdgang, Eindhoven Toeschouwers: 506 Rob Dieperink |                                                                        |               |            | Van Osch, Van Vlerken , Abels, Carolina, Ritzmaier (Rommens '46 ), Duarte, Rigo, Guðmundsson (Laursen '68), Malen, Lammers (Van der Moot '68), Verreth | De Boer, Cabral , Van Huizen, Van Heertum, Brito , Schouten (Sno '77), Korpershoek , Osman (Najah '57 ), Rodrigues, Platje, Hamdaoui (Van Iperen '39) |  |
| Stadion: De Herdgang, Eindhoven Toeschouwers: 506 Rob Dieperink |                                                                        |               |            | Van Osch, Van Vlerken , Abels, Carolina, Ritzmaier (Rommens '46 ), Duarte, Rigo, Guðmundsson (Laursen '68), Malen, Lammers (Van der Moot '68), Verreth | De Boer, Cabral , Van Huizen, Van Heertum, Brito , Schouten (Sno '77), Korpershoek , Osman (Najah '57 ), Rodrigues, Platje, Hamdaoui (Van Iperen '39) |  |
|                                                                 |                                                                        |               |            | | |  |

| Speelronde 15: 27 november 2017, 20:00 uur                        | FC Oss | 0 - 3 (0 - 1) | Jong PSV                          | Opstelling FC Oss | Opstelling Jong PSV |  |
| Stadion: Frans Heesenstadion, Oss Toeschouwers: 1.106 Erwin Blank |        |               | 19' Laursen 63' Lammers 82' Malen | Mous, Fleuren (Janssen '61), Piqué, De Regt, Stuy van den Herik , Van der Sluys, Van de Sande (Adarabioyo '55), Bakx (Van Pol '66), Doğan , Kamaçi, Van der Venne | Room, Van Vlerken, Abels, Obispo , Paal, Rigo, Lundqvist (Verreth '46), Rosario , Mauro Júnior (Ritzmaier '82), Lammers (Malen '71), Laursen |  |
| Stadion: Frans Heesenstadion, Oss Toeschouwers: 1.106 Erwin Blank |        |               |                                   | Mous, Fleuren (Janssen '61), Piqué, De Regt, Stuy van den Herik , Van der Sluys, Van de Sande (Adarabioyo '55), Bakx (Van Pol '66), Doğan , Kamaçi, Van der Venne | Room, Van Vlerken, Abels, Obispo , Paal, Rigo, Lundqvist (Verreth '46), Rosario , Mauro Júnior (Ritzmaier '82), Lammers (Malen '71), Laursen |  |
| Stadion: Frans Heesenstadion, Oss Toeschouwers: 1.106 Erwin Blank |        |               |                                   | Mous, Fleuren (Janssen '61), Piqué, De Regt, Stuy van den Herik , Van der Sluys, Van de Sande (Adarabioyo '55), Bakx (Van Pol '66), Doğan , Kamaçi, Van der Venne | Room, Van Vlerken, Abels, Obispo , Paal, Rigo, Lundqvist (Verreth '46), Rosario , Mauro Júnior (Ritzmaier '82), Lammers (Malen '71), Laursen |  |
|                                                                   |        |               |                                   | | |  |

| Speelronde 16: 4 december 2017, 20:00 uur                                | Jong PSV              | 2 - 3 (2 - 0) | Fortuna Sittard                     | Opstelling Jong PSV | Opstelling Fortuna Sittard |  |
| Stadion: Jan Louwers Stadion, Eindhoven Toeschouwers: 603 Ingmar Oostrom | Malen 30' Lammers 38' |               | 61', 86' Aškovski 85' (pen.) Semedo | Room, Van Vlerken, Abels , Obispo , Paal, Duarte (Van der Moot '90), Rosario, Guðmundsson , Laursen (Verreth '60), Lammers, Malen (Ritzmaier '76) | Santos, Essers, Schuurs , Dammers, Ospitalieri, Smeets, Dianessy (Engin '84), Saddiki (Braun '72), Semedo, Stokkers (Hutten '69), Aškovski |  |
| Stadion: Jan Louwers Stadion, Eindhoven Toeschouwers: 603 Ingmar Oostrom |                       |               |                                     | Room, Van Vlerken, Abels , Obispo , Paal, Duarte (Van der Moot '90), Rosario, Guðmundsson , Laursen (Verreth '60), Lammers, Malen (Ritzmaier '76) | Santos, Essers, Schuurs , Dammers, Ospitalieri, Smeets, Dianessy (Engin '84), Saddiki (Braun '72), Semedo, Stokkers (Hutten '69), Aškovski |  |
| Stadion: Jan Louwers Stadion, Eindhoven Toeschouwers: 603 Ingmar Oostrom |                       |               |                                     | Room, Van Vlerken, Abels , Obispo , Paal, Duarte (Van der Moot '90), Rosario, Guðmundsson , Laursen (Verreth '60), Lammers, Malen (Ritzmaier '76) | Santos, Essers, Schuurs , Dammers, Ospitalieri, Smeets, Dianessy (Engin '84), Saddiki (Braun '72), Semedo, Stokkers (Hutten '69), Aškovski |  |
|                                                                          |                       |               |                                     | | |  |

| Speelronde 17: 12 november 2017, 20:00 uur                             | Go Ahead Eagles | 1 - 1 (0 - 1) | Jong PSV  | Opstelling Go Ahead Eagles | Opstelling Jong PSV |  |
| Stadion: De Adelaarshorst, Deventer Toeschouwers: 4.318 Christiaan Bax | Beltrame 67'    |               | 27' Malen | Stevens, Hettinga, Ketting (Maneschijn '46), Schenk , Džepar, Suk, Soumaoro, Overgoor (De Kogel '86), Beltrame, Hendriks, Langedijk (Werkhoven '76) | Van Osch, Van Vlerken , Abels, Carolina, Ritzmaier, Rigo, Lundqvist (Van der Moot '63), Duarte (Rommens '46), Laursen, Verreth (Konings '90), Malen |  |
| Stadion: De Adelaarshorst, Deventer Toeschouwers: 4.318 Christiaan Bax |                 |               |           | Stevens, Hettinga, Ketting (Maneschijn '46), Schenk , Džepar, Suk, Soumaoro, Overgoor (De Kogel '86), Beltrame, Hendriks, Langedijk (Werkhoven '76) | Van Osch, Van Vlerken , Abels, Carolina, Ritzmaier, Rigo, Lundqvist (Van der Moot '63), Duarte (Rommens '46), Laursen, Verreth (Konings '90), Malen |  |
| Stadion: De Adelaarshorst, Deventer Toeschouwers: 4.318 Christiaan Bax |                 |               |           | Stevens, Hettinga, Ketting (Maneschijn '46), Schenk , Džepar, Suk, Soumaoro, Overgoor (De Kogel '86), Beltrame, Hendriks, Langedijk (Werkhoven '76) | Van Osch, Van Vlerken , Abels, Carolina, Ritzmaier, Rigo, Lundqvist (Van der Moot '63), Duarte (Rommens '46), Laursen, Verreth (Konings '90), Malen |  |
|                                                                        |                 |               |           | | |  |

| Speelronde 18: 15 december 2017, 20:00 uur                        | Jong PSV                  | 2 - 2 (1 - 0) | Almere City FC                 | Opstelling Jong PSV | Opstelling Almere City FC |  |
| Stadion: De Herdgang, Eindhoven Toeschouwers: 305 Laurens Gerrets | Obispo 18' Malen 70', 82' |               | 50' Van der Water 55' Valpoort | Van Osch, Van Vlerken (Soulas '59), Abels, Obispo (Sadílek '64), Carolina, Rommens, Rigo, Verreth, Guðmundsson (Van der Moot '64), Laursen, Malen | Kramer, Van Buuren (Overtoom '46), Mac-Intosch , Kvída, Owusu , Ahannach (Mac-Donald '72), Vet, Salasiwa, Van der Water (Hoefdraad '72), Van der Heijden, Valpoort |  |
| Stadion: De Herdgang, Eindhoven Toeschouwers: 305 Laurens Gerrets |                           |               |                                | Van Osch, Van Vlerken (Soulas '59), Abels, Obispo (Sadílek '64), Carolina, Rommens, Rigo, Verreth, Guðmundsson (Van der Moot '64), Laursen, Malen | Kramer, Van Buuren (Overtoom '46), Mac-Intosch , Kvída, Owusu , Ahannach (Mac-Donald '72), Vet, Salasiwa, Van der Water (Hoefdraad '72), Van der Heijden, Valpoort |  |
| Stadion: De Herdgang, Eindhoven Toeschouwers: 305 Laurens Gerrets |                           |               |                                | Van Osch, Van Vlerken (Soulas '59), Abels, Obispo (Sadílek '64), Carolina, Rommens, Rigo, Verreth, Guðmundsson (Van der Moot '64), Laursen, Malen | Kramer, Van Buuren (Overtoom '46), Mac-Intosch , Kvída, Owusu , Ahannach (Mac-Donald '72), Vet, Salasiwa, Van der Water (Hoefdraad '72), Van der Heijden, Valpoort |  |
|                                                                   |                           |               |                                | | |  |

| Speelronde 19: 22 december 2017, 20:00 uur                                    | FC Dordrecht  | 2 - 3 (0 - 2) | Jong PSV                               | Opstelling FC Dordrecht | Opstelling Jong PSV |  |
| Stadion: Riwal Hoogwerkers Stadion, Dordrecht Toeschouwers: 1.333 Stan Teuben | Lima 62', 89' |               | 5' (e.d.) Statia 12' Lonwijk 74' Malen | Wolters, Stankov, Statia , Bliek , Amevor (Rosenthal '46), Lima, Bakker (Menezes '21), Mahmudov (Dos Santos '69), Hamer, Calcan, Arias | Van Osch, Abels, Obispo (Soulas '65), Teze, Carolina, Lonwijk, Rigo , Rommens, Mauro Júnior (Verreth '65), Piroe, Malen (Gakpo '75) |  |
| Stadion: Riwal Hoogwerkers Stadion, Dordrecht Toeschouwers: 1.333 Stan Teuben |               |               |                                        | Wolters, Stankov, Statia , Bliek , Amevor (Rosenthal '46), Lima, Bakker (Menezes '21), Mahmudov (Dos Santos '69), Hamer, Calcan, Arias | Van Osch, Abels, Obispo (Soulas '65), Teze, Carolina, Lonwijk, Rigo , Rommens, Mauro Júnior (Verreth '65), Piroe, Malen (Gakpo '75) |  |
| Stadion: Riwal Hoogwerkers Stadion, Dordrecht Toeschouwers: 1.333 Stan Teuben |               |               |                                        | Wolters, Stankov, Statia , Bliek , Amevor (Rosenthal '46), Lima, Bakker (Menezes '21), Mahmudov (Dos Santos '69), Hamer, Calcan, Arias | Van Osch, Abels, Obispo (Soulas '65), Teze, Carolina, Lonwijk, Rigo , Rommens, Mauro Júnior (Verreth '65), Piroe, Malen (Gakpo '75) |  |
|                                                                               |               |               |                                        | | |  |

| Speelronde 20: 12 januari 2018, 20:00 uur                       | Jong PSV    | 1 - 2 (1 - 0) | Helmond Sport             | Opstelling Jong PSV | Opstelling Helmond Sport |  |
| Stadion: De Herdgang, Eindhoven Toeschouwers: 528 Rob Dieperink | Verreth 14' |               | 65' Thomassen 70' Edwards | Van de Meulenhof, Van Vlerken , Abels, Carolina, Ritzmaier (Bannani '81), Rommens, Lonwijk (Van der Moot '71), Duarte, Verreth , Piroe, Daneels (Hattu '66) | Van Gassel, Fecunda, Warmolts , De Braal, Van Koesveld, Edwards, Zwanen, Bourdouxhe, Hiwat, Thomassen, Vicento (Ibrahim '83) |  |
| Stadion: De Herdgang, Eindhoven Toeschouwers: 528 Rob Dieperink |             |               |                           | Van de Meulenhof, Van Vlerken , Abels, Carolina, Ritzmaier (Bannani '81), Rommens, Lonwijk (Van der Moot '71), Duarte, Verreth , Piroe, Daneels (Hattu '66) | Van Gassel, Fecunda, Warmolts , De Braal, Van Koesveld, Edwards, Zwanen, Bourdouxhe, Hiwat, Thomassen, Vicento (Ibrahim '83) |  |
| Stadion: De Herdgang, Eindhoven Toeschouwers: 528 Rob Dieperink |             |               |                           | Van de Meulenhof, Van Vlerken , Abels, Carolina, Ritzmaier (Bannani '81), Rommens, Lonwijk (Van der Moot '71), Duarte, Verreth , Piroe, Daneels (Hattu '66) | Van Gassel, Fecunda, Warmolts , De Braal, Van Koesveld, Edwards, Zwanen, Bourdouxhe, Hiwat, Thomassen, Vicento (Ibrahim '83) |  |
|                                                                 |             |               |                           | | |  |

| Speelronde 21: 19 januari 2018, 20:00 uur                                   | De Graafschap              | 2 - 3 (2 - 1) | Jong PSV                        | Opstelling De Graafschap | Opstelling Jong PSV |  |
| Stadion: Stadion De Vijverberg, Doetinchem Toeschouwers: 8.072 Clay Ruperti | Nieuwpoort 5' El Jebli 12' |               | 5', 90+2' Gakpo 81' (pen.) Rigo | Bednarek , Abena, Van Diermen , Nieuwpoort, Tutuarima, Diemers, Olijve, Driver (Klaasen '53), Van Mieghem, Ars (Serrarens '68), El Jebli (Burgzorg '84) | Room , Van Vlerken, Obispo (Bannani '64), Teze, Carolina, Duarte, Rigo, Lundqvist, Verreth (Ritzmaier '72), Piroe (Laursen '56), Gakpo |  |
| Stadion: Stadion De Vijverberg, Doetinchem Toeschouwers: 8.072 Clay Ruperti |                            |               |                                 | Bednarek , Abena, Van Diermen , Nieuwpoort, Tutuarima, Diemers, Olijve, Driver (Klaasen '53), Van Mieghem, Ars (Serrarens '68), El Jebli (Burgzorg '84) | Room , Van Vlerken, Obispo (Bannani '64), Teze, Carolina, Duarte, Rigo, Lundqvist, Verreth (Ritzmaier '72), Piroe (Laursen '56), Gakpo |  |
| Stadion: Stadion De Vijverberg, Doetinchem Toeschouwers: 8.072 Clay Ruperti |                            |               |                                 | Bednarek , Abena, Van Diermen , Nieuwpoort, Tutuarima, Diemers, Olijve, Driver (Klaasen '53), Van Mieghem, Ars (Serrarens '68), El Jebli (Burgzorg '84) | Room , Van Vlerken, Obispo (Bannani '64), Teze, Carolina, Duarte, Rigo, Lundqvist, Verreth (Ritzmaier '72), Piroe (Laursen '56), Gakpo |  |
|                                                                             |                            |               |                                 | | |  |

2013/14 · 2014/15 · 2015/16 · 2016/17 · 2017/18 · 2018/19 · 2019/20 · 2020/21 · 2021/22 · 2022/23 · 2023/24 · 2024/25
Almere City FC ·
SC Cambuur ·
FC Den Bosch ·
FC Dordrecht ·
FC Eindhoven ·
FC Emmen ·
Fortuna Sittard ·
Go Ahead Eagles ·
De Graafschap ·
Helmond Sport ·
Jong Ajax ·
Jong AZ ·
Jong PSV ·
Jong FC Utrecht ·
MVV Maastricht ·
N.E.C. ·
FC Oss ·
RKC Waalwijk ·
Telstar ·
FC Volendam